# Bernard Peters
Pour les articles homonymes, voir Peters.
Bernard Peters (né Bernhard Pietrowski en 1910 à Posen, Allemagne, et mort le 2 février 1993 à Copenhague) est un physicien américain qui s'est distingué dans l'étude des rayons cosmiques.

## Biographie
Bernard Peters naît Bernhard Pietrowski en 1910 à Posen en Allemagne. Vers la fin de la Première Guerre mondiale, son père, chercheur en pharmacologie et médecin, l'envoie dans la Forêt-Noire chez un agriculteur pour qu'il puisse se nourrir en échange d'un travail manuel.
En 1942, sous la direction de Robert Oppenheimer, Peters complète son doctorat en physique.
En 1954, pendant l'audition de sécurité de J. Robert Oppenheimer, ce dernier l'accuse d'être un sympathisant communiste. Peters ne peut plus alors trouver de travail aux États-Unis. Il quitte le pays pour Bombay en Inde, où il continue à étudier les rayons cosmiques pendant huit ans.
Pendant quatre décennies, il réalise plusieurs recherches sur les rayons cosmiques.
Peters est mort le 2 février 1993 à Copenhague au Danemark.

## Publications
- Deuteron disintegration by electrons. Scattering of mesotrons of spin ¹/₂, University of California, Berkeley, 1942 (thèse doctorale)
- Cosmic rays, solar particles, and space research, New York : Academic Press, 1963
- Cosmic radiation and its origin : contemporary problems, Neuilly-sur-Seine, France : European Space Research Organisation, 1967
- Creation of particles at cosmic-ray energies, Genève : CERN, 1966
- Cosmic rays, New York : Academic Press, 1963